# Stancomb Cove
Die Stancomb Cove ist eine Nebenbucht der Telefon Bay, die ihrerseits eine Nebenbucht des Port Foster ist, der Caldera von Deception Island im Archipel der Südlichen Shetlandinseln. Sie liegt nordöstlich des Laguna Hill im nordwestlichen Teil der Caldera. Sie entstand infolge vulkanischer Tätigkeit zwischen Dezember 1967 und August 1970.
Kartiert wurde die Bucht im Januar 1988 von der Besatzung der Endurance. Benannt ist sie nach dem Boot Stancomb-Wills, das bei den dazu durchgeführten Vermessungsarbeiten eingesetzt wurde.